# Gádžo dilo
Gádžo dilo (v originále Gadjo dilo) je francouzský hraný film z roku 1997, který režíroval Tony Gatlif podle vlastního scénáře. Snímek měl světovou premiéru v srpnu 1997.

## Děj
Mladý Francouz Stéphane cestuje pěšky Rumunskem a hledá neznámou zpěvačku Noru Lucu, jejíž nahrávku má na audiokazetě zděděné po svém otci. Potkává starého hudebníka Izidora. Životem zlomený Rom utápí uvěznění svého syna v alkoholu. Stéphane a Izidor komunikují nad lahví vodky jen s obtížemi, ale naváží přátelství. Izidor poté vezme Stéphana pod svá křídla a bojuje, aby ho přijala celá vesnice. Postupem času gadžo dilo (bláznivý necikán) pokračuje v hledání záhadné Nory Lucy a nachází své místo v cikánské komunitě. Jazyková bariéra je ale velkým handicapem, až se setkává se Sabinou, která jako jediná ovládá základy francouzštiny. Jednoho dne se Izidorův syn Adriani vrací z vězení. Vesnicí pak zavládne jásot a končí velkou oslavou s alkoholem a cikánskými písněmi. Krátce poté, je v prudké hádce mezi Adriani a jedním Rumunem, zabit Izidorův syn a vesnice vypálena. V tomto chaosu opouští Stéphane se Sabinou vesnici.

## Obsazení
| Romain Duris       | Stéphane |
| Rona Hartner       | Sabina   |
| Izidor Serban      | Izidor   |
| Ovidiu Balan       | Sami     |
| Angela Serban      | Angela   |
| Aurica Ursan       | Aurica   |
| Vasile Serban      | Vasile   |
| Ioan Serban        | Ioan     |
| Dan Astileanu      | Dumitru  |
| Ovidiu Petre Roman | Cristi   |
| Adriana Popa       | Camelia  |

## Ocenění
- César: nejlepší filmová hudba (Tony Gatlif)
- Mezinárodní filmový festival v Locarnu: Stříbrný leopard za nejlepší film, Cena za nejlepší herečku, Bronzový leopard (Rona Hartner), Ekumenická cena, Cena poroty pro mládež